# Phyllocratera papuana
Phyllocratera papuana är en svampart som beskrevs av Sérus. & Aptroot 1997. Phyllocratera papuana ingår i släktet Phyllocratera och familjen Phyllobatheliaceae.   Inga underarter finns listade i Catalogue of Life.